# Post- und Betriebsamtsgebäude des Bremer Hauptbahnhofs

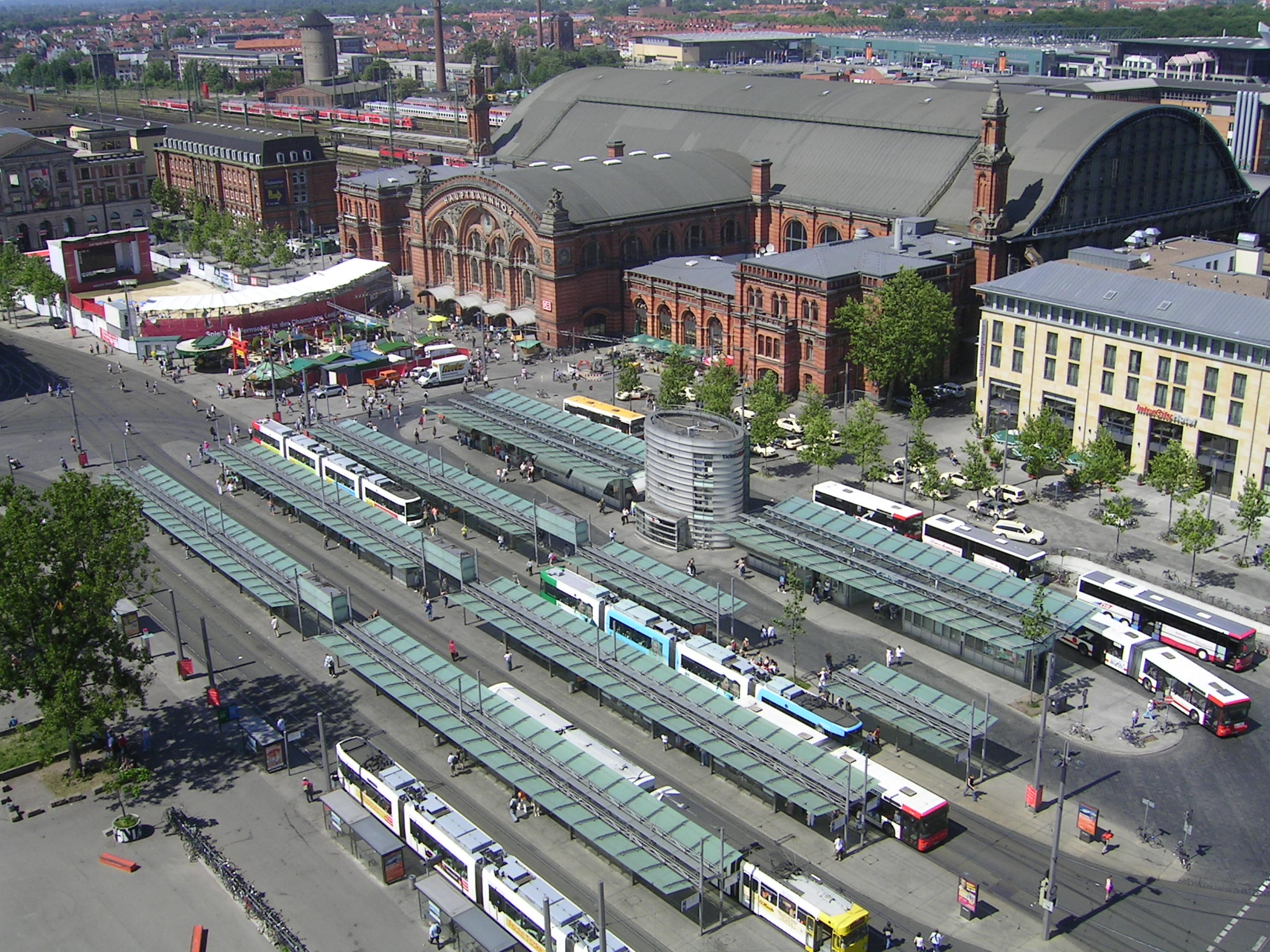
Mitte: Bahnhof, links: Betriebsamtsgebäude und Übersee-Museum

Das Post- und Betriebsamtsgebäude in Bremen-Mitte, Ortsteil Bahnhofsvorstadt, beim Handelsmuseum 1, Ecke Bahnhofsplatz 14 beim Bremer Hauptbahnhof, stammt von 1892. 
Das Gebäude steht seit 2020 unter Bremischem Denkmalschutz.

## Geschichte

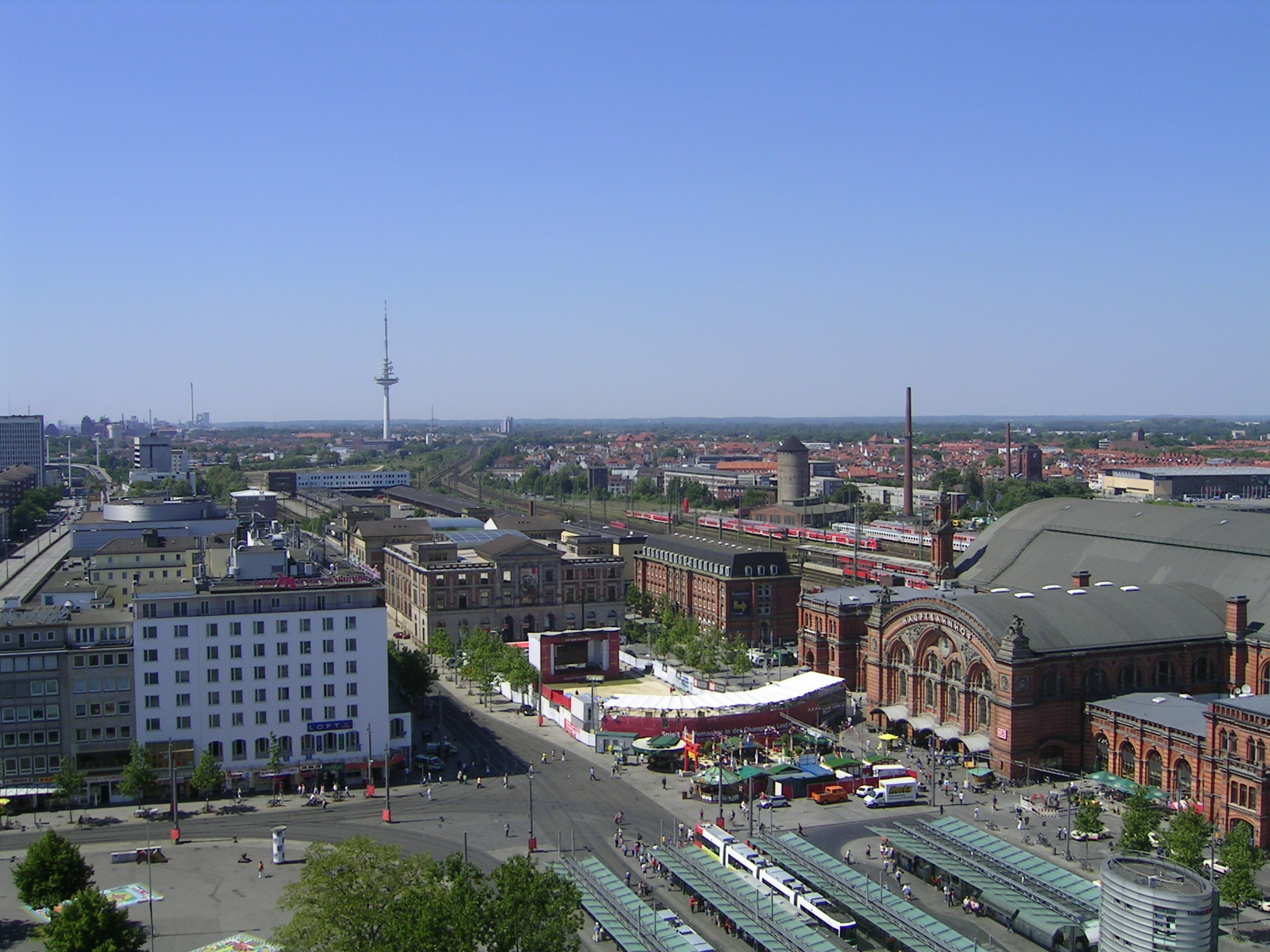
Bahnhofsplatz: Links neben dem Bahnhof das Betriebsamtsgebäude

Das dreigeschossige 17-achsige, 56 Meter lange historisierende verklinkerte ehemalige Betriebsamtsgebäude mit Eckrisaliten und einem dreiachsigen Mittelrisalit mit dem Haupteingang und darüber den Doppelfenstern, wurde 1892 nach Plänen von Hubert Stier (Hannover) nach der Errichtung des neuen Bremer Hauptbahnhofes (1889) gebaut. Beide Gebäude entwarf der gleiche Architekt.
Im Erdgeschoss war das Bahnpostamt, in den Obergeschossen die Büros des Eisenbahnbetriebsamtes sowie eine Dienstwohnung untergebracht. Im Erdgeschoss und im zweiten Obergeschoss befinden sich Rundbogenfenster, wobei die im EG etwas breiter sind, um das Sockelgeschoss zu betonen. Als Kontrast sind im ersten Obergeschoss Stichbogenfenster. Die Nebeneingänge an beiden Seiten führen zu den beiden Treppenhäusern.
Das Landesamt für Denkmalpflege Bremen befand: „Es ist nicht nur als markanter westlicher Eckbau der Bahnhofsgesamtanlage, sondern auch als Gegenüber des Überseemuseums städtebaulich von hoher Bedeutung.“
Heute (2022) befinden sich u. a. in dem Gebäude das Revier Innenstadt, die Polizeikommissariate Mitte und Süd und die zentrale Anzeigenaufnahme der Polizei Bremen sowie die Wache der Bundespolizei (seit 2019).